# محمد رضا خدادادی
محمدرضا خدادادی (زادهٔ ۲۲ شهریور ۱۳۶۴ در تهران) مربی بدنساز فوتبال اهل ایران است. او دارای مدرک مربیگری سطح A بدنسازی فوتبال آسیا بوده و از سال ۱۳۹۷ در کادر فنی باشگاه فوتبال پیکان تهران فعالیت می‌کند.
وی در طول سال‌های فعالیت خود، با سرمربیان مختلفی در تیم پیکان همکاری داشته و مسئولیت آماده‌سازی جسمانی بازیکنان را بر عهده داشته‌است. همچنین در گفت‌وگویی با رسانه‌ها بر اهمیت تمرینات علمی و پیشگیری از مصدومیت بازیکنان تأکید کرده‌است.